# Scoping
Scoping - (procedura) ustalania zakresu (merytorycznego i ew. przestrzennego) zadań lub badań w złożonych procesach planowania, zarządzania i produkcji. Określenie wywodzi się z angielskiego "scope", oznaczającego m.in. "zakres", "zasięg", "przestrzeń", "pole działania", "skala", "dziedzina".

## Procedura scopingu w planowaniu przestrzennym
W przypadku niektórych projektów inwestycyjnych prawo w UE wymaga wykonania, w procesie planowania,
badań nad wpływem projektu na środowisko naturalne. W celu możliwie najskuteczniejszego sporządzenia tych
Raportów środowiskowych (w Polsce: Raport Oddziaływania na Środowisko - ROŚ) lub Ocen Oddziaływania na Środowisko, ustala się wcześniej, w ramach procedury scopingu, obszar badań (geograficzny) i „głębokość” badań (treść – zakres merytoryczny). Patrz też scoping podczas wykonywania Oceny oddziaływania na środowisko.
W Niemczech zgodne z dyrektywą UE, scoping jest wymagany prawem od 1997 roku. Jest on tam realizowany w § 4 niemieckiego Kodeksu Budowlanego (niem. BauGB), § 5 Ustawy o Ocenie Oddziaływania na Środowisko (niem. UVPG) oraz w Federalnej Ustawie o Ochronie Przyrody (niem. Bundesnaturschutzgesetz - BNatSchG).
Pierwszym istotnym elementem w ramach procedury jest „spotkanie scopingowe”, podczas którego przedstawiciele
różnych urzędów prowadzą konsultacje z organizacjami ochrony przyrody i zaproszonymi ekspertami
certyfikowanymi stosownie do Federalnej ustawy o ochronie przyrody.